# Остров Баранова
О́стров Бара́нова (англ. Baranof Island), иногда Си́тка (устар. «Ситха»; англ. Sitka) — остров в архипелаге Александра на юго-востоке штата Аляска (США). Назван в 1805 году капитаном Ю. Ф. Лисянским в честь Александра Баранова. Живущие на нём индейцы-тлинкиты называют его Sheet’-ká X'áat’l (часто просто «Ши», тлингит. Shee). Вместе с островами Адмиралти и Чичагова образует так называемые «аляскинские острова Эй-Би-Си» (англ. ABC Islands of Alaska; не следует путать с малоантильскими островами ABC). Население в 2000 году составляло 8532 человека.

## География
Площадь острова — 4162 км², максимальная длина — около 160 км, ширина — 50 км. Это наиболее гористый остров архипелага Александра и восьмой по величине остров Аляски. В списке самых крупных островов мира он занимает 135-е место.
Почти вся площадь острова в административном отношении является частью боро самого крупного города Ситка (бывшее русское поселение Ново-Архангельск), который на севере распространяется также на остров Чичагова. Единственной частью острова, не относящейся к городу-боро Ситка, является малая полоска земли (9,75 км²) на крайнем юго-востоке, где расположен город Порт-Александр. На восточном побережье находятся города Ворм-Спрингз, Порт-Армстронг и Порт-Уолтер. В 25 км к югу от города Ситка расположено ныне заброшенное поселение Годдард (англ. Goddard).

## История
Первыми европейцами, открывшими остров, стали русские мореплаватели. В 1799 году губернатором Российско-американской компании А. А. Барановым было основано первое поселение. После победы над тлинкитами остров с 1804 по 1867 год был центром русской деятельности в так называемой Русской Америке, на нём располагалась штаб-квартира зверопромышленников. В 1867 году остров вошёл в состав США по Договору о продаже Русской Аляски.
Около 1900 года на севере острова возникли фабрики по производству консервов, китобойные станции и фермы по разведению пушных зверей. Большинство из них были брошены в начале Второй мировой войны. Остатки этих сооружений существуют и сегодня в обветшалом состоянии.

## Экономика
На острове имеются три фермы по разведению лосося, одна у Порт-Армстронга, другая к северу от Ворм-Спрингз, третья — вблизи Медвежьего озера.
Ловля и переработка рыбы, а также туризм являются главными источниками доходов на острове, известном также бурыми медведями и особым подвидом чернохвостого оленя (Odocoileus hemionus sitkensis).

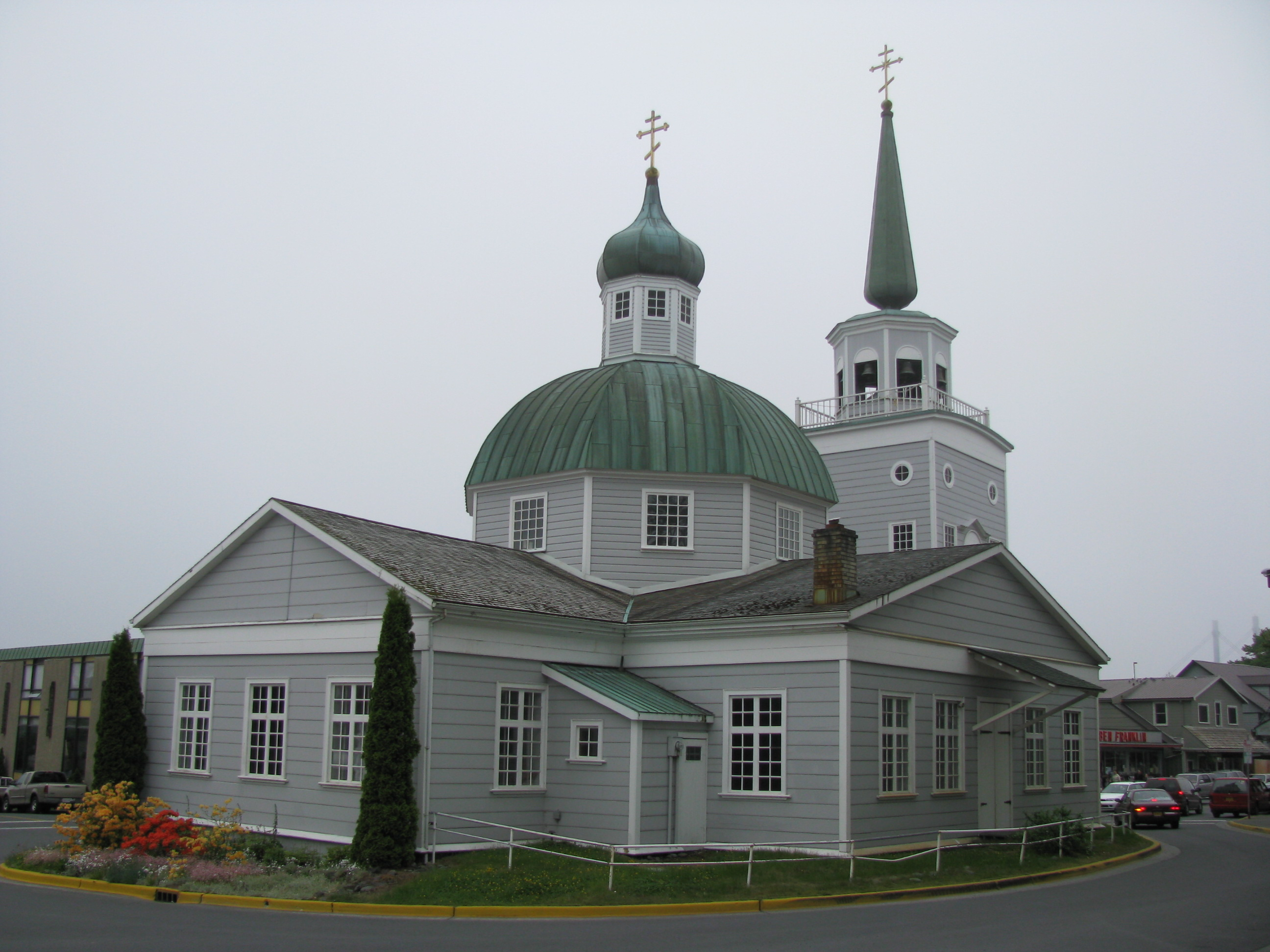
Православный храм Архангела Михаила в городе Ситка.